# جورج كوبلاند
جورج كوبلاند (بالإنجليزية: George Copeland)‏ هو موسيقي وعازف بيانو أمريكي، ولد في 3 أبريل 1882 في ماساتشوستس في الولايات المتحدة، وتوفي في 16 يونيو 1971 في برينستون في الولايات المتحدة.

## وصلات خارجية
- جورج كوبلاند على موقع ميوزك برينز (الإنجليزية)
- جورج كوبلاند على موقع أول ميوزيك (الإنجليزية)
- جورج كوبلاند على موقع ديسكوغز (الإنجليزية)